# São Francisco (Alcochete)
São Francisco (antes chamada Sabonha) é uma freguesia portuguesa e antigo concelho do município de Alcochete, com 4,16 km² de área e 2571 habitantes (censo de 2021). A sua densidade populacional é 618 hab./km².
A freguesia foi criada pela Lei n.º 75/84, de 31 de dezembro, com lugares desanexados da freguesia de Alcochete.

## Demografia
A população registada nos censos foi:
| Ano  | 0-14 Anos | 15-24 Anos | 25-64 Anos | > 65 Anos |
| 2001 | 148       | 132        | 639        | 209       |
| 2011 | 479       | 162        | 1247       | 299       |
| 2021 | 497       | 320        | 1383       | 371       |

## Património
- Pórtico do antigo Convento de São Francisco (Alcochete)